# Dalia Gaberscik
Dalia Debora Gaberscik (Milano, 12 gennaio 1966) è un'imprenditrice italiana.
Figlia di Giorgio Gaber e di Ombretta Colli, è titolare della società di comunicazione Goigest e vicepresidente della Fondazione Gaber.

## Biografia
Dalia Gaberscik gestisce l'agenzia di comunicazione Goigest, che lavora tra gli altri per i cantautori Laura Pausini, Jovanotti, Gianni Morandi, Eros Ramazzotti e Brunori Sas. Segue inoltre la comunicazione di vari programmi televisivi e, dal 1990 al 1993 e dal 2010 al 2012, ha affiancato la Rai per la gestione della comunicazione del Festival di Sanremo. Dal 2011 segue l'ufficio stampa di Radio Italia. Per il suo impegno ha ricevuto il prestigioso Premio Dietro le Quinte durante il Gala della Stampa del Festival, tenutosi nella splendida Villa Ormond nella città di Sanremo, in occasione del Festival di Sanremo 2024.
Dal 1990 al 2000 Dalia Gaberscik è a capo della Direzione comunicazione del Gruppo Mediaset, occupandosi dapprima dell'ufficio stampa di Canale 5 e poi di Canale 5, Italia 1 e Rete 4. Dal 2000 al novembre 2013 Goigest segue la comunicazione dell'intero palinsesto de LA7.
Dopo la morte del padre Giorgio, avvenuta il 1º gennaio 2003, Dalia Gaberscik insieme a Paolo Dal Bon, dà vita alla Fondazione Gaber della quale è vicepresidente e con la quale organizza dal 2004 al 2013 dieci edizioni del Festival teatro canzone Giorgio Gaber a Viareggio, dove i più grandi artisti si sono esibiti con grande generosità nel repertorio del Signor G.

## Vita privata
Il 12 agosto 1993 si è sposata a Valdicastello (Lucca) con Roberto Luporini, il cui zio è Sandro Luporini, autore di molti testi di Giorgio Gaber; la coppia ha due figli.